# ヨマール・ロシャ
- ヨマール・ロチャ

ヨマール・レネ・ロシャ・ロドリゲス（Yomar René Rocha Rodríguez , 2003年6月21日 - ）は、ボリビア・ベニ県出身のサッカー選手。プリメーラ・ディビシオン・デ・ボリビア・クルブ・ボリバル所属。ポジションは DF。

## クラブ経歴

### クルブ・ボリバル
2021年にクルブ・ボリバルのトップチームに昇格。9月19日のクラブ・インデペンディエンテ・ペトロレロ戦でプロデビュー。翌2020年シーズンより出場機会が増え、5月23日のクラブ・ホルヘ・ウィルステルマン戦では、後半24分にプロ初ゴールを決めた。

## 代表経歴
2023年にコロンビアで開催された2023 南米ユース選手権に、U-20のボリビア代表で出場。フル代表には同年3月に初招集。2024年3月22日のアルジェリア戦で、試合終了間際に起用され、代表デビュー。同年6月にはコパ・アメリカ2024の代表に招集された。